# 전자 발광식 표시 장치

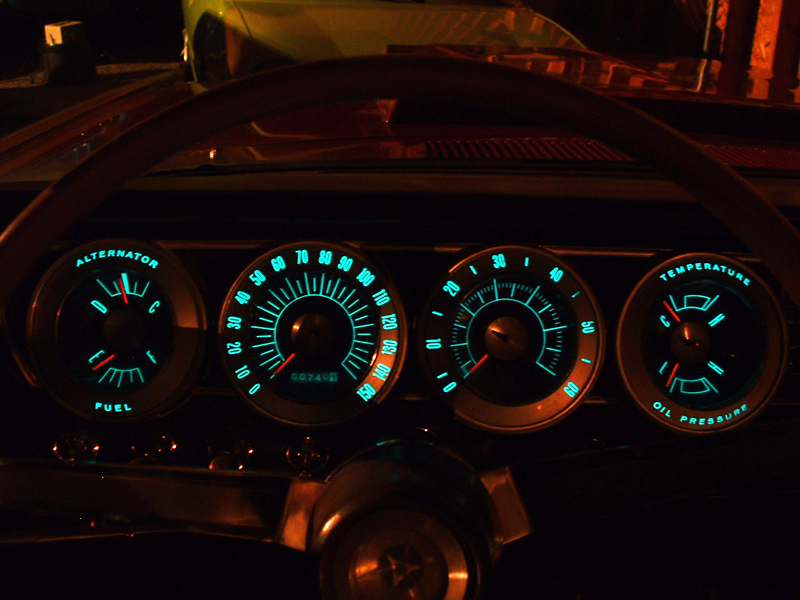
1966 닷지 충전기 전계발광 계기판

전자 발광식 표시 장치 또는 전계 발광 디스플레이, 전기 발광 디스플레이(Electroluminescent display, ELD)는 두 도체 층 사이에 비소화 갈륨과 같은 전계발광 재료 층을 끼워서 만든 일종의 평판 디스플레이이다. 전류가 흐르면 물질층은 가시광선의 형태로 방사선을 방출한다. 전계발광(EL)은 물질이 통과하는 전류나 강한 전기장에 반응하여 빛을 방출하는 광학적, 전기적 현상이다. "전자발광 디스플레이"라는 용어는 LED나 OLED 장치를 사용하지 않고 대신 전통적인 전자발광 재료를 사용하는 디스플레이를 의미한다. 베네크는 LUMINEQ 디스플레이 브랜드인 TFEL(Thin Film Electroluminescent Display) 및 TAESL 디스플레이를 생산하는 유일한 제조업체이다. TFEL의 구조는 패시브 매트릭스 LCD 또는 OLED 디스플레이의 구조와 유사하며, TAESL 디스플레이는 기본적으로 투명 전극이 있는 투명한 TEFL 디스플레이이다. TAESL 디스플레이는 80%의 투명도를 가질 수 있다. TEFL과 TAESL 디스플레이는 모두 디스플레이 가장자리 중 하나에 디스플레이 드라이버 IC를 직접 장착하는 칩온글라스 기술을 사용한다. TAESL 디스플레이는 유리 시트에 내장될 수 있다. LCD와 달리 TFEL은 훨씬 더 견고하고 -60~105°C의 온도에서 작동할 수 있으며, 유기 발광 다이오드(OLED)와 달리 TFEL은 상당한 번인 없이 100,000시간 동안 작동할 수 있으며 초기 밝기의 약 85%를 유지한다. 전계발광 물질은 원자층 증착을 사용하여 증착되는데, 이는 한 번에 하나의 원자 두께의 층을 증착하는 공정이다.

## 같이 보기
- 전기발광